# یوخاری گوزلک
یوخاری گوزلک (ترکی آذربایجانی: Yuxarı Güzlək) یک منطقهٔ مسکونی در جمهوری آرتساخ است که در استان هادروت واقع شده‌است.